# Africa Cup Sevens Femenino 2017
La Africa Sevens Femenino de 2017 fue la novena edición del principal torneo de rugby 7 femenino de África.
El torneo otorgó una plaza para la Copa del Mundo de Rugby 7 de 2013.

## Fase de grupos

### Grupo A
| Equipo    | Encuentros | Encuentros | Encuentros | Encuentros | Tantos  | Tantos    | Tantos     | Puntos |
| Equipo    | jugados    | ganados    | empatados  | perdidos   | a favor | en contra | diferencia | Puntos |
| --------- | ---------- | ---------- | ---------- | ---------- | ------- | --------- | ---------- | ------ |
| Sudáfrica | 3          | 3          | 0          | 0          | 86      | 7         | +79        | 9      |
| Túnez     | 3          | 2          | 0          | 1          | 55      | 32        | +23        | 7      |
| Uganda    | 3          | 1          | 0          | 2          | 39      | 39        | 0          | 5      |
| Marruecos | 3          | 0          | 0          | 3          | 5       | 107       | −102       | 3      |

### Grupo B
| Equipo     | Encuentros | Encuentros | Encuentros | Encuentros | Tantos  | Tantos    | Tantos     | Puntos |
| Equipo     | jugados    | ganados    | empatados  | perdidos   | a favor | en contra | diferencia | Puntos |
| ---------- | ---------- | ---------- | ---------- | ---------- | ------- | --------- | ---------- | ------ |
| Kenia      | 3          | 3          | 0          | 0          | 105     | 5         | +100       | 9      |
| Madagascar | 3          | 2          | 0          | 1          | 69      | 44        | +25        | 7      |
| Zimbabue   | 3          | 1          | 0          | 2          | 32      | 73        | −41        | 5      |
| Senegal    | 3          | 0          | 0          | 3          | 5       | 89        | −84        | 3      |

## Fase Final

#### Copa de oro
|  | Cuartos de final | Cuartos de final | Cuartos de final |           |           | Semifinales | Semifinales | Semifinales |  |       | Copa  | Copa | Copa |  |
|  |                  |                  |                  |           |           |             |             |             |  |       |       |      |      |  |
|  |                  |                  |                  |           |           |             |             |             |  |       |       |      |      |  |
|  | Kenia            | Kenia            | 47               |           |           |             |             |             |  |       |       |      |      |  |
|  | Kenia            | Kenia            | 47               |           |           |             |             |             |  |       |       |      |      |  |
|  | Marruecos        | Marruecos        | 0                |           |           |             |             |             |  |       |       |      |      |  |
|  | Marruecos        | Marruecos        | 0                |           | Kenia     | Kenia       | 26          |             |  |       |       |      |      |  |
|  |                  |                  |                  |           | Kenia     | Kenia       | 26          |             |  |       |       |      |      |  |
|  |                  |                  | Túnez            | Túnez     | 7         |             |             |             |  |       |       |      |      |  |
|  | Túnez            | Túnez            | Túnez            | Túnez     | 7         | 24          |             |             |  |       |       |      |      |  |
|  | Túnez            | Túnez            |                  |           |           |             |             |             |  |       |       |      |      |  |
|  | Zimbabue         | Zimbabue         | 7                |           |           |             |             |             |  |       |       |      |      |  |
|  | Zimbabue         | Zimbabue         | 7                |           |           |             |             |             |  | Kenia | Kenia | 12   |      |  |
|  |                  |                  |                  |           |           |             |             |             |  | Kenia | Kenia | 12   |      |  |
|  |                  |                  | Sudáfrica        | Sudáfrica | 17        |             |             |             |  |       |       |      |      |  |
|  | Sudáfrica        | Sudáfrica        | Sudáfrica        | Sudáfrica | 17        | 43          |             |             |  |       |       |      |      |  |
|  | Sudáfrica        | Sudáfrica        |                  |           |           |             |             |             |  |       |       |      |      |  |
|  | Senegal          | Senegal          | 0                |           |           |             |             |             |  |       |       |      |      |  |
|  | Senegal          | Senegal          | 0                |           | Sudáfrica | Sudáfrica   | 27          |             |  |       |       |      |      |  |
|  |                  |                  |                  |           | Sudáfrica | Sudáfrica   | 27          |             |  |       |       |      |      |  |
|  |                  |                  | Uganda           | Uganda    | 0         |             |             |             |  |       |       |      |      |  |
|  | Uganda           | Uganda           | Uganda           | Uganda    | 0         | 12          |             |             |  |       |       |      |      |  |
|  | Uganda           | Uganda           |                  |           |           |             |             |             |  |       |       |      |      |  |
|  | Madagascar       | Madagascar       | 5                |           |           |             |             |             |  |       |       |      |      |  |
|  | Madagascar       | Madagascar       | 5                |           |           |             |             |             |  |       |       |      |      |  |
|  |                  |                  |                  |           |           |             |             |             |  |       |       |      |      |  |

| Bandera de Sudáfrica |
| Campeón Sudáfrica    |
| Octavo título        |